# Dōjinshi
Dōjinshi (同人誌, Doujinshi) é um termo japonês para publicações independentes, geralmente revistas, mangás ou romances. O termo é comumente traduzido como fanzine, que também identifica revistas independentes.
Os dōjinshis são a principal parte do mercado de publicações independentes japonesas relacionadas aos mangás, animês e games. Esse mercado, de acordo com a agência de pesquisa Media Create, movimentou, em 2007, 700 milhões de dólares, só no Japão.
A maior parte dessas publicações japonesas é feita por fãs, e coloca personagens já conhecidos do público de séries de mangás, animês ou jogos em situações novas, sejam elas coerentes ou não com as suas histórias de origem. Existe, porém, um número bastante grande de autores de dōjinshis que publicam também mangás "originais", com personagens e histórias criadas por eles mesmos.

## Etimologia
O termo "dōjinshi"  derivada da junção das palavras dōjin (同人, palavra japonesa que designa um grupo de pessoas com o mesmo interesse - ou, de forma mais coloquial, uma "turma") e de shi (誌, uma forma mais comprimida de "zasshi", ou "revista").

## História
O pioneiro entre os dōjinshis foi Meiroku Zasshi (明六雑誌), publicado no início da Era Meiji (desde 1874). Não era uma revista literária de fato, Meiroku Zasshi, no entanto, teve um grande papel na divulgação da ideia de dōjinshis. A primeira revista dōjinshi a publicar romances foi Garakuta Bunko (我楽多文庫), fundada em 1885 pelos escritores Ozaki Kōyō e Yamada Bimyō. A publicação de dōjinshis atingiu o seu pico no início do Período Shōwa, o dōjinshi tornou-se um porta-voz para a juventude criativa da época. Criado e distribuído em pequenos círculos de autores ou entre amigos próximos, os dōjinshis contribuíram significativamente para o surgimento e desenvolvimento do gênero shishōsetsu. Durante os anos do pós-guerra, os dōjinshis diminuíram gradualmente em importância como saídas para diferentes escolas literárias e novos autores. O seu papel foi assumido por revistas literárias como Gunzo, Bungakukai entre outros. Uma exceção notável foi Bungei Shuto (文芸首都, lit. Capital literário), que foi publicado de 1933 até 1969. Poucas revistas dōjinshi sobreviveu com a ajuda de revistas literárias oficiais. Revistas  de haikais e tanka ainda são publicados hoje.
Os avanços tecnológicos no campo da fotocópia durante os anos 70 contribuiu para um aumento na publicação de dōjinshis. Durante este tempo, os editores de mangá encorajaram mangakás a apelar para um mercado de massa, o que também pode ter contribuído para um aumento na popularidade de escrever dōjinshis.
Durante os anos 80, o conteúdo do dōjinshi deixou de predominantemente original para  paródias de séries existentes. Muitas vezes chamado aniparo , este foi muitas vezes uma desculpa para mostrar determinados personagens em relacionamentos românticos. Autores masculinos focada em séries como Urusei Yatsura, e autoras se focaram em séries como Captain Tsubasa.  Isso coincidiu com o aumento da popularidade de Comiket , o primeiro evento dedicado especificamente à distribuição de dōjinshis, que tinha sido fundado em 1975.
Em fevereiro de 1991, havia alguns criadores de dōjinshi que vendiam seu trabalho através de lojas de histórias em quadrinhos. Esta prática veio à tona quando três gerentes de tais lojas foram presos por terem um dōjinshi lolicon à venda.
Ao longo da última década, a prática de criar dōjinshi expandiu-se significativamente, atraindo milhares de criadores e fãs. Avanços na tecnologia de publicação pessoal também alimentaram essa expansão facilitando para os criadores de dōjinshi escrever, desenhar, promover, publicar e distribuir seus trabalhos. Por exemplo, alguns dōjinshi agora são publicados em mídia digital. Além disso, muitos criadores de dōjinshi estão migrando para serviços de download on-line e impressão sob demanda, enquanto outros estão começando a distribuir seus trabalhos por meio de canais americanos, como sites de animes e sites de distribuição especializados.
Na última década, com a expansão da internet, o número de produção e consumo de dōjinshi têm crescido exponencialmente, uma vez que se tornou possível a autores (inclusive de outros países) divulgar e vender o seu trabalho online.
Em 2008, um White paper sobre a indústria otaku foi publicado, este documentou estimou que a receita bruta de vendas de dōjinshis em 2007 era de 27,73 bilhões de ienes ou 14,9% das despesas total de um otaku.

## Percepção

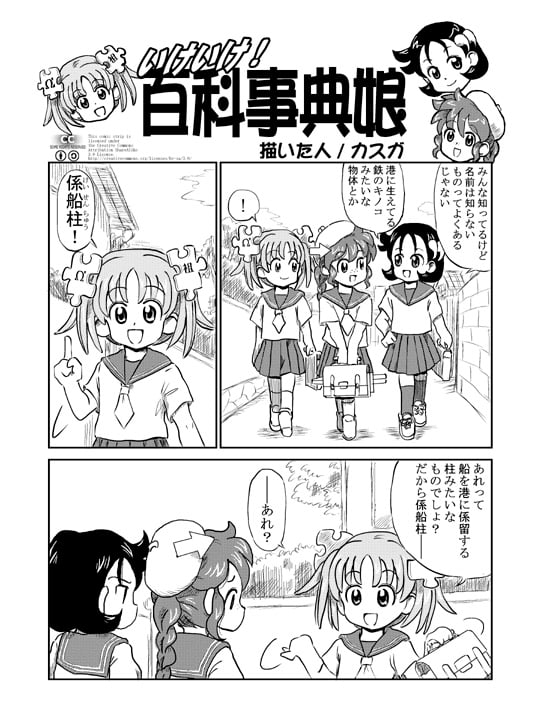
Página de um mangá doujinshi sobre a Wikipe-tan, Commons-tan e Wikiquote-tan.

John Oppliger, do AnimeNation, afirmou que criar dōjinshi é amplamente popular entre os fãs japoneses, mas não com os fãs ocidentais. Oppliger alegou que, como os nativos japoneses crescem com anime e mangá "como um companheiro constante", os fãs japoneses "são mais intuitivamente inclinados" a criar ou expandir mangás e animes existentes na forma de dojinshi. "mais puramente" experiência visual, já que a maioria dos fãs ocidentais não consegue entender a língua japonesa, a língua original da maioria dos animes, e são "encorajados pela pressão social a crescerem nos animes e mangás durante o início da adolescência". utilizando e reorganizando o trabalho existente em Anime Music Videos.
No Ocidente, dōjinshi é freqüentemente percebido como derivativo de um trabalho existente, análogo as fanfics e quase completamente pornográfico. Isto é parcialmente verdade: dōjinshi são frequentemente, embora nem sempre, paródias ou enredos alternativos envolvendo os mundos de mangás, videogames ou séries de anime populares, e podem frequentemente apresentar material abertamente sexual. No entanto, há também muitos dōjinshi que não são sexualmente explícitos sendo criados também. A série Touhou, por exemplo, é conhecida por ser notável pela grande quantidade de dōjinshis produzidos que não são pornográficos.  Alguns grupos que lançaram materiais temáticos apenas para adultos durante o evento anual de Touhou, Reitaisai, em 2008, foram estimados em apenas 10%.

## Categorias
Como os seus homólogos do mainstream, dōjinshi são publicados em uma variedade de gêneros e tipos. No entanto, devido ao público-alvo, certos temas são mais predominantes, e há alguns pontos de divisão principais pelos quais as publicações podem ser classificadas. Ele pode ser dividido em obras originais e aniparo - obras que parodiam as franquias de anime e mangá existentes.
Como em fanfics, um tema muito popular para explorar é uso não-canônico de personagens em uma determinada obra (para dōjinshi baseado em publicações tradicionais). Muitas dessas publicações contêm tema yaoi ou yuri (hentai) envolvendo relacionamentos homossexuais entre dois ou mais homens e mulheres), seja como parte de casais não-canônicos, seja como uma declaração mais direta do que pode ser sugerido pela obra principal.
Outra categoria de dōjinshi é furry ou kemono, muitas vezes representando casais masculinos homossexuais de furries e, menos frequentemente, casais de lésbicas. Dōjinshi furry compartilha algumas características com os gêneros yaoi e yuri, com muitos dōjins furries que representam personagens em cenários eróticos ou circunstâncias, ou incorporando elementos típicos de anime e mangá, como desenhos exagerados de olhos ou expressões faciais.
Uma parte importante do dōjinshi, seja baseada em publicações tradicionais ou originais, contém material sexualmente explícito, devido tanto à grande demanda por tais publicações quanto à ausência de restrições que as editoras oficiais devem seguir. Na verdade, muitas vezes o ponto principal de um dado dōjinshi é apresentar uma versão explícita dos personagens de uma obra popular. Tais obras podem ser conhecidas pelos falantes de inglês como "H-dōjinshi" ou "hentai-dōjinshi", de acordo com uso antigo da letra H em japonês (ecchi), ter sido utilizada para material erótico, atualmente, o mercado japonês usa os termos como em ero mangá (エロ漫画), 18-kin (18禁, literalmente "18-proibido"), que significa "proibido a menores de 18 anos", e seijin manga (成人漫画, "manga para adultos").
A maioria dos dōjinshi é comercialmente vinculado e publicado por dōjinshi-kas (autores de dōjinshi) que se autopublicam através de vários serviços de impressão. No entanto, a encadernação pelos próprios mesmos usando fotocopiadoras ou outros métodos de cópia. Poucos são copiados desenhando à mão.
Nem todos os termos de categoria usados pelos fãs de dōjinshi em inglês são derivados do japonês. Por exemplo, um AU dōjinshi é uma obrada ambientada em um universo alternativo.

## Comiket
Comiket  (abreviação de "Comic Market"), é a maior convenção de quadrinhos do mundo. Realiza-se duas vezes por ano (Verão e Inverno) em Tóquio, no Japão, uma média de 500 mil pessoas se reúnem duas vezes por ano para vender, comprar, trocar dōjinshis. Esse grande número de compradores fiéis faz com que o Japão seja o maior mercado do mundo de quadrinhos independentes.
Dentro desse evento, os autores se organizam dentro de "círculos" - ou sākuru (サークル), que são categorias de publicação. Muitas vezes os autores se "escondem" atrás desses círculos, para publicar de forma anônima.
O primeiro Comiket foi realizado em dezembro de 1975. com apenas cerca de 32 círculos participantes e cerca de 600 participantes. Cerca de 80% destes eram do sexo feminino, mas a participação masculina no Comiket aumentou mais tarde. Em 1982, havia menos de 10.000 participantes, o que aumentou para mais de 100.000 participantes a partir de 1989. Esse rápido aumento de participação permitiu que os autores de dōjinshis vendessem milhares de cópias de suas obras, ganhando uma boa quantia com seu hobby. Atendimento, desde então, inchou para mais de meio milhão de pessoas. Muitos atendentes vão ao evento para trocar e/ou vender seus dōjinshis.
Em 2009, a Universidade de Meiji abriu uma mangateca de dōjinshis, chamada “Yoshihiro Yonezawa Memorial Library”, para homenagear seus ex-alunos em seu campus de Surugadai. Ele contém a própria coleção dōjinshi da Yonezawa, compreendendo 4137 caixas, e a coleção de Tsuguo Iwata, outra pessoa famosa na esfera do dojinshi.

## Direitos autorais
Assim como os fanfics, a maioria dos dōjinshi usa personagens conhecidos de títulos antigos e novos, especialmente  anime em reinterpretações bem-humoradas, dramáticas ou com aspectos incomuns no relacionamento dos personagens, como o aniparo (paródia).
Autores que estão publicando histórias com personagens conhecidos, por exemplo, se reúnem de forma mais discreta e imprimem um número pequeno de exemplares, já que essas publicações infringem direitos autorais.
Apesar de estar em conflito direto com a lei de direitos autorais japonesa, uma vez que muitos dōjinshi são trabalhos derivados e artistas de dōjinshis raramente garantir a permissão do criador original, a realização da Comiket ainda é permitida duas vezes por ano e costuma atrair mais de meio milhão de frequentadores.
A maioria das editoras grandes, no entanto, faz "vista grossa" para essas publicações, já que elas ajudam, de certa forma, a divulgar as suas respectivas obras. Às vezes, porém, elas acabam tendo que recorrer a processos e intervenções
Criadores de dōjinshis talentosos são contactados pelos editores. Esta prática existe desde a década de 80. Para Salil Mehra, professor de direito na Universidade Temple, o mercado de dōjinshis realmente faz com que o mercado de mangá seja mais produtivo, a lei não proibi o dōjinshi, caso contrário a indústria iria sofrer com o resultado.

Símbolo da dōjin mark.

Há dois exemplos notáveis de ações legais sobre dōjinshis. Em 1999, o autor de um mangá erótico de Pokémon foi processado pela Nintendo. Isto criou um furor de mídia, bem como uma análise acadêmica no Japão sobre questões de direitos autorais ao redor do mercado de dōjinshis. Neste momento, a análise jurídica parecia concluir que dōjinshi deve ser negligenciado porque são produzidos por amadores para eventos de um dia, e não vendidos no mercado tradicional.  Em 2006, um artista vendeu um imaginado "capítulo final" para a série Doraemon, que nunca foi concluído, ele recebeu um aviso do espólio do autor Fujiko F. Fujio. Sua criação aparentemente se parecia muito com um mangá real de Doraemon. Ele deixou de distribuir se dōjinshi e enviou uma compensação para a editora voluntariamente. Um editor observou neste momento que os dōjinshis não eram geralmente um motivo de preocupação para ele. O jornal Yomiuri Shimbun observou, "Fanzines não costumam causar muitos problemas, desde que eles sejam vendidos apenas em evento de um dia", mas citou um especialista dizendo que, devido à sua crescente popularidade, um sistema de direitos autorais deve ser configurado.
Para evitar problemas legais, foi criada a "dōjin mark" (同人マーク), uma licença de autorização de dōjinshis inspirada nas licenças Creative Commons, o primeiro autor a adotar a licença foi Ken Akamatsu no mangá UQ Holder!, lançado em agosto de 2013 na revista Weekly Shōnen Magazine, Akamatsu é conhecido por produzir dōjinshis. Lawrence Lessig, fundado da Creative Commons menciona os dōjinshis em seu livro Cultura Livre:
O fator mais perturbador no mercado do dōjinshi — para aqueles que estudam a lei, ao menos — é o fato de que ele é autorizado a existir. Segundo a lei de copyright japonesa, que nesse sentido (ao menos no papel) copia a lei americana, o mercado do dōjinshi é ilegal. Dōjinshi são certamente “obras derivativas”. Não existe a prática dos autores de dōjinshi em pedir uma autorização legal dos autores de manga. De fato, a prática é simplesmente pegar e modificar as criações de outros, como Walt Disney fez com Steamboat Bill, Jr. Seja na lei japonesa ou americana, essa “apropriação” sem consentimento de trabalho com copyright sem autorização prévia do autor é ilegal. É uma violação de copyright fazer uma cópia ou obra derivada sem permissão do dono do trabalho sob copyright.
Em 2020, o Tribunal Superior de Propriedade Intelectual (知的財産高等裁判所, Chiteki-zaisan kōtō-saiban-sho) ordenou que um site de compartilhamento de doujinshi pagasse ¥ 2,19 milhões a um criador cujo doujinshi foi carregado no site sem seu consentimento. O site de compartilhamento de arquivos alegou que, como o doujinshi era uma obra derivada, não estava protegido pela lei de direitos autorais, embora o tribunal tenha decidido que não havia evidências suficientes para classificar o doujinshi como uma obra derivada ilegalmente. A decisão foi observada por comentaristas como potencialmente ampliando os direitos para criadores de doujinshi sob a lei comercial.

## Artistas
A maioria dos mangakás famosos inicia sua carreira publicando mangás de forma independente. Quando seus trabalhos começam a ser reconhecidos, as editoras os convidam para publicar em suas revistas. É por isso que as editoras estão sempre presentes nos grandes eventos como o Comiket.
Quando um mangaká publica dōjinshis, ele é, na verdade, mais popularmente conhecidos como "dōjinshika" (同人誌家). Alguns dos mais famosos são:
- O grupo Clamp, que começou publicando dōjinshis como Clamp Cluster.[2]
- Ken Akamatsu, criador de Love Hina e Negima, continua até hoje fazendo dōjinshis que ele faz sob o codinome de Awa Mizuno.
- Rikdo Koshi, criador de Excel Saga.
- Nanae Chrono, criadora de Peacemaker Kurogane,que  começou publicando dōjinshis com os personagens de Naruto.
- Maki Murakami, criadora de Gravitation
- A artista Junko Mizuno, hoje mundialmente conhecida como uma artista pop japonesa, começou publicando dōjinshis de Sailor Moon.
- Yukiru Sugisaki, autor de D.N.Angel começou fazendo dōjinshis de King of Fighters e Evangelion.
- Rumiko Takahashi
- Masaki Kajishima criador de Tenchi Muyo, publica dōjinshis até hoje, para divulgar mais informações sobre os personagens e universos de suas séries.
- Nise Midi Doronokai, grupo dōjinshi
- Shotaro Ishinomori,[38] criador de Cyborg 009, Kamen Rider, entre outros